# Venusia pallidaria
Venusia pallidaria là một loài bướm đêm trong họ Geometridae.